# NGC 6888
NGC 6888（Sh2-105、Caldwell 27）は、はくちょう座の散光星雲 である。WR型星WR 136(HD 192163)からの高速の恒星風と、約40万年前の赤色巨星の時に放出された速度の遅い恒星風が衝突して形成されている。衝突の結果は殻と衝撃波となる。衝撃波は外側へ向かうものと内側へ向かうものがあり、内側への衝撃波は、恒星風をX線放射温度に熱している。三日月星雲、クレセント星雲（Crescent Nebula ）とも呼ばれている。